# V’Moto-Rock II.
A V’Moto-Rock II. a V’Moto-Rock együttes második nagylemeze, amelyet a Pepita adott ki 1980-ban. Teljes játékideje: 42:06.

## Az album dalai

### A oldal (21:10)
1. Gépnek születtem 3:58  (Lerch–Demjén)
2. Állj el az útból 4:56  (Lerch–Herpai)
3. El kell, hogy engedj 4:11  (Demjén)
4. Blues (Ne kövess) 4:27  (Menyhárt)
5. Nincs középút 3:38  (Demjén)

### B oldal (20:56)
1. Soha sincs szerencsém 3:57  (Demjén–Herpai)
2. Nekem így jó 4:19  (Demjén–Herpai)
3. A sátán 4:22 (Menyhárt–Demjén)
4. Gyere és szeress 3:23  (Lerch–Demjén)
5. Várj, míg felkel majd a Nap 4:55 (Lerch–Demjén)